# Безобразов, Лаврентий Афанасьевич
 Лаврентий Афанасьевич Безобразов  (1775, Пензенская губерния Российская империя — 15 февраля 1832 года, Пензенская губерния Российская империя) — генерал-майор, участник Отечественной войны 1812 года.

## Биография
Родился в 1775 году в Пензенской губернии. Сын подпоручика Афанасия Елесеевича и Матрены Лаврентьевны, урожденной Игнатьевой. Службу начал в 1782 году вахмистром в Рижском карабинском полку. В 1789 году переведен кадетом в Московский карабинский полк, в 1793 году переведен ефрейт-капралом в Жандармский полк, где в 1794 году произведен в корнеты, а в 1796 году в поручики. 10 января 1797 года переведен штабс-ротмистром в Кавалергардские эскадроны. 8 ноября того же года, при расформировании эскадронов переведен в лейб-гвардейский Уонный полк. В 1798 году произведен в ротмистры, а в 1799 году — в полковники.
4 сентября 1802 года уволен в отставку, с мундиром. Поселился в своём имении в Пензенской губернии. В 1812 году сформировал ополчение из своих дворовых слуг. В 1812 на свои средства сформировал из своих крепостных крестьян ополченческий отряд, командовал конным казачьим полком Пензенского ополчения. Участвовал в военных действиях против Наполеона. За отличие полка в битве под Лейпцигом был награждён орденом Св. Владимира 3-й степени, затем за отличие под Магдебургом, где подвиг полка был поставлен в пример всей кавалерии, произведен в генерал-майоры. После войны опять поселился в своём родовом имении в Пензенской губернии.
Скончался 15 февраля 1832 года. Похоронен на Смоленском кладбище Санкт-Петербурга около церкви.